# NK Bočkinci
NK Bočkinci je nogometni klub iz Bočkinaca u općini Marijanci, a nedaleko Donjeg Miholjca u Osječko-baranjskoj županiji.
NK Bočkinci je član Nogometnog središta Donji Miholjac, te Županijskog nogometnog saveza Osječko-baranjske županije.
U klubu treniraju trenutačno samo seniori.
Seniori se natječu u sklopu u 2. ŽNL NS D. Miholjac. Klub je osnovan 1957.

## Uspjesi kluba
- 2018./19. – prvaci 3. ŽNL Liga NS D. Miholjac

## Vanjska poveznice
- http://www.marijanci.hr/